# 아모르 엔 실렌시오
《아모르 엔 실렌시오》(스페인어: Amor en silencio)은 1988년 방영된 멕시코의 텔레노벨라이다.